# Dhakkan
Az ausztrál őslakos mitológiában Dhakkhan vagy Dhakhan a Queensland délkeleti részén élő kabi népcsoport ősi istene: egy hatalmas kígyó, farka pedig a halakéhoz hasonló. Gyakorta szivárvány formájában jelenik meg, így mozog az otthonát jelentő vízlelő üregek között. Ő teremtette a vízlelőhelyeken élő többi kígyót is.

## Fordítás
- Ez a szócikk részben vagy egészben  a   Dhakhan című angol Wikipédia-szócikk ezen változatának fordításán alapul.  Az eredeti cikk szerkesztőit annak laptörténete sorolja fel. Ez a jelzés csupán a megfogalmazás eredetét és a szerzői jogokat jelzi, nem szolgál a cikkben szereplő információk forrásmegjelöléseként.